# Родники (Акмолинская область)
Родники (каз. Родники) — село в Аршалынском районе Акмолинской области Казахстана. Входит в состав сельского округа Турген. Код КАТО — 113447300.

## География
Село расположено в южной части района, на расстоянии примерно 10 километров (по прямой) к востоку от административного центра района — посёлка Аршалы, в 11 километрах к северу от административного центра сельского округа — села Турген.
Абсолютная высота — 507 метров над уровнем моря.
Ближайшие населённые пункты: село Красное Озеро — на юго-востоке, село Турген — на юге, посёлок Аршалы — на западе, село Михайловка — на севере.

## Население
В 1989 году население села составляло 323 человека (из них русские — 52%).

В 1999 году население села составляло 215 человек (110 мужчин и 105 женщин). По данным переписи 2009 года, в селе проживало 69 человек (40 мужчин и 29 женщин).
| Численность населения | Численность населения | Численность населения |
| 1989                  | 1999                  | 2009                  |
| --------------------- | --------------------- | --------------------- |
| 323                   | ↘215                  | ↘69                   |

## Улицы[5]
- ул. Озёрная
- ул. Родниковая
- ул. Центральная